# Don’t Call Me
Don’t Call Me – siódmy koreański album studyjny południowokoreańskiej grupy SHINee, wydany 22 lutego 2021 roku. Płytę promował singel o tym samym tytule.
Album sprzedał się w nakładzie 300 977 egzemplarzy w Korei Południowej (stan na maj 2021 r.). Zdobył certyfikat Platinum w kategorii albumów.

## Lista utworów
| CD | CD                                 | CD                                                                    | CD | CD                                                      | CD      |
| Nr | Tytuł utworu                       | Tekst                                                                 | Kompozycja | Aranżacja                                               | Długość |
| -- | ---------------------------------- | --------------------------------------------------------------------- | --- | ------------------------------------------------------- | ------- |
| 1. | „Don’t Call Me”                    | Kenzie                                                                | Kenzie, Dem Jointz, Rodnae "Chikk" Bell                                                                                | Dem Jointz, Yoo Young-jin, Kenzie, Ryan S. Jhun, robbin | 3:40    |
| 2. | „Heart Attack”                     | Kenzie                                                                | Andrew Choi (ADC Music), minGtion (ADC Music), Dvwn                                                                    | minGtion (ADC Music)                                    | 2:59    |
| 3. | „Marry You”                        | Rick Bridges                                                          | Cameron Louis Warren                                                                                                   | Cameron Louis Warren                                    | 3:00    |
| 4. | „CØDE”                             | Kenzie                                                                | Kenzie, Jonatan Gusmark (Moonshine), Ludvig Evers (Moonshine), Adrian McKinnon                                         | Moonshine                                               | 3:14    |
| 5. | „I Really Want You”                | Coogie (ATM Seoul), Jeong Ha-ri (Joombas), Lee Yi-jin (lalala Studio) | Ed Drewett, Aston Merrygold, James Birt, George Tizzard, Rick Parkhouse, Ryan S. Jhun                                  | Red Triangle, James Birt, Ryan S. Jhun, robbin          | 3:17    |
| 6. | „Kiss Kiss”                        | Danke (lalala Studio)                                                 | Benjamin Roberts, Tido Nguyen, Stephan Benson (Misunderstood), Jeffrey Okyere-Twumasi (Misunderstood)                  | Misunderstood                                           | 3:35    |
| 7. | „Body Rhythm”                      | Shin Jin-hye, Woodie Gochild                                          | Sebastian Thott, Didrik Thott, Ylva Dimberg (The Kennel), Woodie Gochild                                               | Sebastian Thott                                         | 3:12    |
| 8. | „Attention”                        | Moon Seol-ri                                                          | Andy Love (Joombas), Cage (Karl Oskar Gummesson) (The Kennel), Ninos Hanna, Rasmus Palmgren                            | Cage (Karl Oskar Gummesson), Rasmus Palmgren            | 3:44    |
| 9. | „Binkan (Kind)” (kor. 빈칸 (Kind)) | Bong Eun-young                                                        | Steve Manovski (Tileyard Music), YK Koi (Tileyard Music), Rhys Anderton (Music Cube), Simon John Bradshaw (Music Cube) | Tileyard Music                                          | 3:20    |

## Atlantis
12 kwietnia 2021 roku album został wydany ponownie pod nowym tytułem Atlantis i zawierał dodatkowo trzy nowe utwory, w tym główny singel – „”. Album sprzedał się w nakładzie 145 435 egzemplarzy w Korei Południowej (stan na maj 2021).

### Lista utworów
| CD  | CD                                            | CD                                                                                        | CD | CD                                                      | CD      |
| Nr  | Tytuł utworu                                  | Tekst                                                                                     | Kompozycja | Aranżacja                                               | Długość |
| --- | --------------------------------------------- | ----------------------------------------------------------------------------------------- | --- | ------------------------------------------------------- | ------- |
| 1.  | „Atlantis”                                    | Hwang Yoo-bin, Changmo                                                                    | Matt Thomson, Max Lynedoch Graham, Sir James F. Reynolds, Gabriel Brandes, Britt "PolyAnna" Pols, Engelina Andrina, Changmo, Yoo Young-jin | Arcades, IMLAY, Yoo Young-jin                           | 2:58    |
| 2.  | „CØDE”                                        | Kenzie                                                                                    | Kenzie, Jonatan Gusmark (Moonshine), Ludvig Evers (Moonshine), Adrian McKinnon                                                             | Moonshine                                               | 3:14    |
| 3.  | „Don’t Call Me”                               | Kenzie                                                                                    | Kenzie, Dem Jointz, Rodnae "Chikk" Bell | Dem Jointz, Yoo Young-jin, Kenzie, Ryan S. Jhun, robbin | 3:40    |
| 4.  | „Gat-eun Jari (Area)” (kor. 같은 자리 (Area)) | Minho, JQ (Makeumine Works), Cha Yoo-bin (Makeumine Works), Lee Yeon-ji (Makeumine Works) | Peter Wallevik (PhD), Daniel Davidsen (PhD), Sam Merrifield, James "Yami" Bell                                                             | PhD                                                     | 3:27    |
| 5.  | „Heart Attack”                                | Kenzie                                                                                    | Andrew Choi (ADC Music), minGtion (ADC Music), Dvwn                                                                                        | minGtion (ADC Music)                                    | 2:59    |
| 6.  | „Marry You”                                   | Rick Bridges                                                                              | Cameron Louis Warren | Cameron Louis Warren                                    | 3:00    |
| 7.  | „Days and Years”                              | Seo Ji-eum, Colde                                                                         | Tom Meredith, Nicole "Coco" Morier, Benjamin Ingrosso, Colde                                                                               | Tom Meredith                                            | 3:56    |
| 8.  | „I Really Want You”                           | Coogie (ATM Seoul), Jeong Ha-ri (Joombas), Lee Yi-jin (lalala Studio)                     | Ed Drewett, Aston Merrygold, James Birt, George Tizzard, Rick Parkhouse, Ryan S. Jhun                                                      | Red Triangle, James Birt, Ryan S. Jhun, robbin          | 3:17    |
| 9.  | „Kiss Kiss”                                   | Danke (lalala Studio)                                                                     | Benjamin Roberts, Tido Nguyen, Stephan Benson (Misunderstood), Jeffrey Okyere-Twumasi (Misunderstood)                                      | Misunderstood                                           | 3:35    |
| 10. | „Attention”                                   | Moon Seol-ri                                                                              | Andy Love (Joombas), Cage (Karl Oskar Gummesson) (The Kennel), Ninos Hanna, Rasmus Palmgren                                                | Cage (Karl Oskar Gummesson), Rasmus Palmgren            | 3:44    |
| 11. | „Body Rhythm”                                 | Shin Jin-hye, Woodie Gochild                                                              | Sebastian Thott, Didrik Thott, Ylva Dimberg (The Kennel), Woodie Gochild                                                                   | Sebastian Thott                                         | 3:12    |
| 12. | „Binkan (Kind)” (kor. 빈칸 (Kind))            | Bong Eun-young                                                                            | Steve Manovski (Tileyard Music), YK Koi (Tileyard Music), Rhys Anderton (Music Cube), Simon John Bradshaw (Music Cube)                     | Tileyard Music                                          | 3:20    |

## Notowania
Don’t Call Me
| Lista                        | Najwyższa pozycja |
| ---------------------------- | ----------------- |
| Gaon Weekly Album Chart      | 1                 |
| Oricon Weekly Albums Chart   | 7                 |
| Billboard Japan Hot Albums   | 8                 |
| UK Digital Albums (OCC)      | 24                |
| Billboard Heatseekers Albums | 14                |
| Billboard World Albums       | 2                 |

Atlantis
| Lista                      | Najwyższa pozycja |
| -------------------------- | ----------------- |
| Gaon Weekly Album Chart    | 2                 |
| Billboard Japan Hot Albums | 7                 |